# Psathyrocaris
Psathyrocaris är ett släkte av kräftdjur. Psathyrocaris ingår i familjen Pasiphaeidae.
Kladogram enligt Catalogue of Life:
| Psathyrocaris | \| \| Psathyrocaris hawaiiensis \| \| \| \| \| \| Psathyrocaris infirma \| \| \| \| |
|               | \| \| Psathyrocaris hawaiiensis \| \| \| \| \| \| Psathyrocaris infirma \| \| \| \| |
|               | Eupasiphae                                                                          |
|               |                                                                                     |
|               | Glyphus                                                                             |
|               |                                                                                     |
|               | Leptochela                                                                          |
|               |                                                                                     |
|               | Parapasiphae                                                                        |
|               |                                                                                     |
|               | Pasiphaea                                                                           |
|               |                                                                                     |
|               | Psathyrocaris hawaiiensis                                                           |
|               |                                                                                     |
|               | Psathyrocaris infirma                                                               |
|               |                                                                                     |

|  | Psathyrocaris hawaiiensis |
|  |                           |
|  | Psathyrocaris infirma     |
|  |                           |